# Тийон, Эмили
Эмили́ Тийо́н (фр. Émilie Tillion урождённая Кюса́к фр. Cussac; 20 февраля 1876, Тализа, департамент Канталь — 2 марта 1945, концлагерь Равенсбрюк) — французская писательница, участница движения Сопротивления, мать известной участницы движения Сопротивления и этнолога Жермен Тийон, похороненной в Парижском Пантеоне.

## Биография
Родилась во французской деревушке Тализе в средней Франции. В 1900 году вышла замуж за магистрата Люсьена Тийона. У пары родились две дочери: Жермен в 1907 году и Франсуаз в 1909. В 1925 году умер от пневмонии Люсьен, и для содержания семьи Эмили начала писать путеводители для парижского издательства Hachette.
После Компьенского перемирия 1940 года, означавшего поражение Франции во Второй мировой войне, стала участвовать в движении Сопротивления вместе со своей старшей дочерью Жермен. Была связной в так называемой «Сетью музея Человека». По доносу нацистского информатора аббата Робера Алеша Эмили Тийон вместе с дочерью были арестованы 13 августа 1942 года и помещены в тюрьму Санте. Затем Эмили была переведена в тюрьму Френ, в форт Роменвиля и наконец — в концентрационный лагерь Равенсбрюк, куда прибыла 30 января 1944 года. Погибла в газовой камере концлагеря 2 марта 1945 года.